# 希爾勒巴赫河

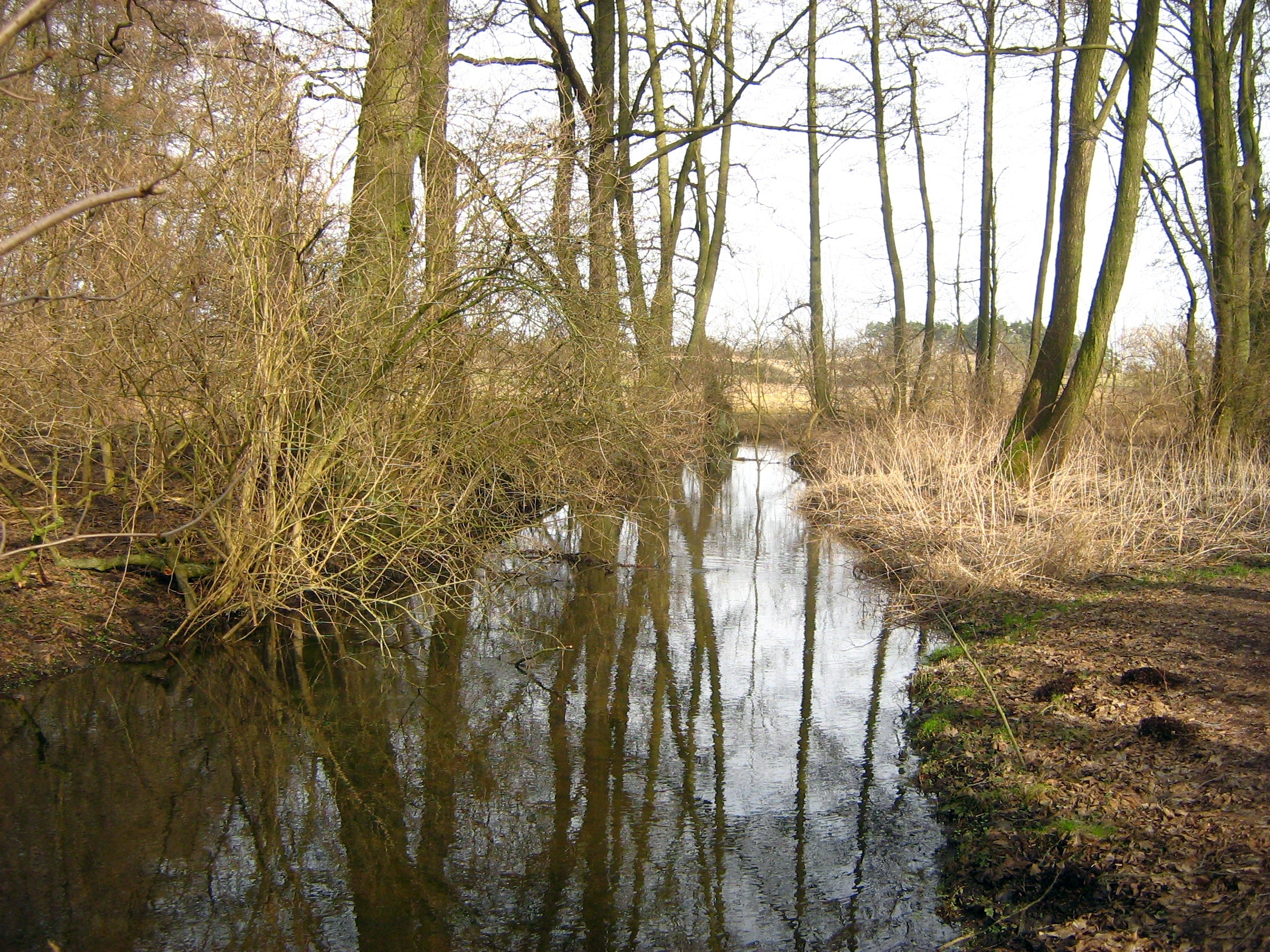
希爾勒巴赫河

53°26′42.58″N 14°14′16.44″E / 53.4451611°N 14.2379000°E
希爾勒巴赫河（德語：Schillerbach），是德國的河流，位於該國東北部，由梅克倫堡-前波美拉尼亞州負責管轄，河道全長7.1公里，最終注入勒克尼茨湖，河口處在勒克尼茨東南面約2公里。